# Стшижевиці (Лодзинське воєводство)
Стшижевіце (пол. Strzyżewice) — село в Польщі, у гміні Клюки Белхатовського повіту Лодзинського воєводства.
Населення — 242 особи (2011).
У 1975-1998 роках село належало до Пйотрковського воєводства.

## Демографія
Демографічна структура станом на 31 березня 2011 року:
|          | Загалом | Допрацездатний вік | Працездатний вік | Постпрацездатний вік |
| -------- | ------- | ------------------ | ---------------- | -------------------- |
| Чоловіки | 125     | 32                 | 79               | 14                   |
| Жінки    | 117     | 23                 | 64               | 30                   |
| Разом    | 242     | 55                 | 143              | 44                   |